# لرزان‌قارچ‌سانان
لرزان‌قارچ‌سانان (نام علمی: Tremellales) نام یک راسته از subdivision قارچ‌های کلاه‌دار است.